# Actaea vaginata
Actaea vaginata là một loài thực vật có hoa trong họ Mao lương. Loài này được (Maxim.) J.Compton mô tả khoa học đầu tiên năm 1998.